# روبرت ماثيوز
روبرت ماثيوز (بالإنجليزية: Rupert Matthews)‏ هو سياسي بريطاني، ولد في 5 ديسمبر 1961 في دوركينغ في المملكة المتحدة. حزبياً، نشط في حزب المحافظين. وقد انتخب عضو في البرلمان الأوروبي عن دائرة East Midlands (European Parliament constituency) ‏ لترشحه ضمن قائمة حزب المحافظين، وقد انضم خلال فترته النيابية (29 يونيو 2017 – ) للكتلة البرلمانية كتلة المحافظين والإصلاحيين الأوروبيين.